# Коалиција за мир и толеранцију
Заједно за будућност и развој — Коалиција за мир и толеранцију је политичка коалиција у Србији. Основана је 9. септембра 2023. године као споразум странака За будућност и развој, Странка Црногораца, Влашка народна странка, Грађански савез Мађара, Демократска заједница Хрвата, Грађанска странка Грка Србије, Војвођански покрет, Толеранција Србије, Савез Југословена, Унија женске ромске мреже и неромске мреже Србије и Унија банатских Румуна. Учествовала је на парламентарним изборима, одржаним 17. децембра 2023. године.